# Wolverhampton United Football Club
Wolverhampton United Football Club fue un club de fútbol con sede en Wolverhampton, Inglaterra. Tenían su sede en Prestwood Road en el área de Wednesfield de la ciudad.

## Historia
Wolverhampton United se estableció en 1976 como una fusión entre Oxley Football Club y Whitmore Old Boys Football Club y se unió a la Liga (Regional) de West Midlands . En su primera temporada, se coronaron campeones de la División Uno B. En 1981–82, el United fue subcampeón y ascendió a la Primera División. Entraron en el FA Vase cuatro veces en la década de 1980 y llegaron a la Cuarta Ronda en 1982–83. Descendieron en 1987–88, pero regresaron a la Primera División en 1996 después de terminar subcampeones. El United volvió a descender en 1999, pero volvió a ascender después de terminar subcampeón en 1999-00 y campeón en 2000-01. Regresaron a la División Uno en 2003-04. El club se retiró en 2019.

## Palmarés
| Liga                                                     | Títulos          | Subtítulos       |
| -------------------------------------------------------- | ---------------- | ---------------- |
| División Uno de la North West Midlands (Regional) League | 2000-01          | 1999-00          |
| Primera División de la West Midlands (Regional) League   |                  | 1981-82, 1995-96 |
| Primera División B de la West Midlands (Regional) League | 1976-77          |                  |
| Como Whitmore Old Boys                                   |                  |                  |
| Segunda División de la Midland Combination               | 1974-75, 1975-76 | 1972-73          |
| Segunda División de la Worcestershire Combination        | 1967-68          |                  |

## Datos del club
- FA Vase[1]
  - 4ta. ronda: 1982-83

Registraron una derrota por 12-3 ante Dudley Town en la JW Hunt Cup en octubre de 2011. Esta fue tanto su peor derrota en su historia como la mejor victoria de Dudley Town.